# Béreslegény, jól megrakd a szekered
A Béreslegény, jól megrakd a szekered kezdetű magyar népdalt Bartók Béla gyűjtötte a Fejér vármegyei Baracson 1906-ban.
Feldolgozások:
| Szerző        | Mire                   | Mű                                                                                | Előadás |
| ------------- | ---------------------- | --------------------------------------------------------------------------------- | ------- |
| Bartók Béla   | négyszólamú férfikarra | Négy régi magyar népdal, 4. dal                                                   | [ 2 ]   |
| Farkas Ferenc | ének, zongora          | Huszonhárom népdal énekhangra, zongorakísérettel, 1. darab Pianoforte II. 25. dal |         |
| Weiner Leó    | zongora                | Húsz könnyű kis darab, 16. darab                                                  | [ 3 ]   |

## Kotta és dallam
| Béreslegény, jól megrakd a szekeret, sarjútüske böködi a tenyered. Mennél jobban böködi a tenyered, annál jobban rakd meg a szekeredet. | Béreslegény mezítláb ment szántani, A csizmáját otthon hagyta vasalni. Kilenc kovács nem merte elvállalni, Mert nem tudott rózsás patkót csinálni. | Jaj, de nehéz a szerelmet viselni, Tövis közül kék ibolyát kiszedni. Mert a tüske böködi a kezemet, A szerelem szorítja a szívemet. |

## Felvételek
- Béres legény, jól megrakd a szekeret. cimbalom.nl (Hozzáférés: 2016. április 25.) (audió) arch
- Ugrósok - Édes-kedves pintes üvegem - Béreslegény. Bogyiszlói Zenekar  YouTube (1983. május 31.)  (Hozzáférés: 2016. április 25.) (audió) 0:32-től.
- Röpülj páva / Béreslegény / A bolhási kertek alatt. Borago  YouTube (2014. november 5.)  (Hozzáférés: 2016. április 25.) (videó) 2:44–3:25.

## Kapcsolódó lapok
- béres